# Editorial Universal
Editorial Universal es una editorial fundada en Miami , Florida , EE. UU. , en 1965 por Juan Manuel y Marta O. Salvat. La mayor editorial en el exilio Cubano, que es en gran parte dedicada a material crítico del líder comunista cubano Fidel Castro. Actualmente, centra sus publicaciones en obras científicas y literarias, obras de divulgación, etc. para la difusión de la cultura. 
La compañía ha publicado más de 1.000 libros en español. Aunque las obras políticas, sociales y biográficos constituyen la mayor parte de su colección, Ediciones Universal también publica obras literarias, investigaciones científicas, así como libros de arte, fotografía, educación, cuentos y otros temas .
Notables autores cuyas obras han aparecido bajo el sello Ediciones Universal han sido incluidos por el columnista Carlos Alberto Montaner, tales como José Abreu Felippe. La compañía ofrece la literatura y artículos escolares de Florida International University en cooperación con el Centro de Información de América Latina y Caribbean Information Center